# Eralda Hitaj
Eralda Hitaj (Tirana, 6 giugno 1987) è una modella albanese.
Eralda Hitaj ha rappresentato la sua nazione, l'Albania, presso il concorso di bellezza Miss Universo 2006. Attualmente svolge la professione di modella; è stata anche faccia della firma di orologi Rolex.

## Aspetto
Eralda è alta 1,68m, ha gli occhi azzurri/blu ed è castana.